# Niles (Ohio)
Pour les articles homonymes, voir Niles.
Niles est une ville du comté de Trumbull en Ohio aux États-Unis dont la population était de 20 932 habitants lors du recensement de 2000. Le recensement de 2020 enregistre une baisse sensible avec une population de 18 443.

## Histoire
Bien que le premier colon à s'y installer soit Ruben Harmon, Niles fut fondée en 1806 par James Heaton, qui était le propriétaire du premier haut-fourneau de l'État. La localité prend à cette époque le nom de « Heaton's Furnace » (Fourneau de Heaton). James Heaton la rebaptise ensuite « Nilestown », en l'honneur de Hezekiah Niles, éditeur du Niles Register, un journal de Baltimore que Heaton tenait en haute estime. En 1843, le nom devient tous simplement « Niles ». Au début du XIXe siècle, Heaton construit une forge et, plus tard un haut-fourneau un peu à l'est de l'actuel centre de la ville, sur la rive ouest de la Mosquito Creek. 

## Personnalités liées à Niles
- William McKinley (29 janvier 1843 – 14 septembre 1901) - 25e Président des États-Unis, né à Niles